# المرأة في السعودية
المرأة في السعودية تشكّل إحصائيا 49% من عدد المواطنين في السعودية، حيث بلغ عدد السعوديات في2020؛ (14,781,989) مواطنة، يتحدثن اللغة العربية بلهجات مختلفة، ويشاركن في الأعمال بجميع أنواعها بما فيها الأعمال السياسية والاقتصادية، وسهل هذه المشاركة مجموعة من التغييرات والتعديلات في الأنظمة السعودية التي حدثت في السنوات الأخيرة؛ مثل السماح بقيادتها للسيارة حيث بلغت نسبة إجمالي رخص القيادة الصادرة للمرأة في المملكة (84,8%)، والسماح باستخراج جواز سفرها والسفر دون اشتراط موافقة ولي أمرها.

## التعليم
بدأ دخول المرأة السعودية في التعليم تدريجيا منذ عهد الملك عبدالعزيز آل سعود عبر الكتاتيب النسائية التي كانت تقام في بيت المعلمة (المطوعة)، أو كتاتيب في بيوت الأسر الغنية، وكان التعليم يتمحور حول القرآن الكريم والقراءة والكتابة، وتلا ذلك افتتاح المدارس الأهلية بشكل محدود، وكان التعليم فيها مقتصرا على علوم الدين، وعلوم اللغة العربية، وفي هذه المرحلة من الدخول المتدرج كانت بعض فئات المجتمع السعودي ترفض تعليم المرأة وتعتبره أمرا محرما ، انطلق تعليم السعوديات رسميا منذ عام 1960، في عهد الملك سعود، مع إنشاء الرئاسة العامة لتعليم البنات، حيث بدأ أولا بالمدارس الابتدائية، ثم بالمعاهد المتوسطة، ثم التعليم العام، والتعليم العالي، وبرامج الابتعاث الخارجي. وما يزال تقدم المرأة السعودية في التعليم جاريا، حيث سُمح لها في العام 2019 الانضمام إلى جامعة الملك فهد للبترول والمعادن التي كانت مخصصة للطلاب فقط، وفي العام الذي يليه تولت أول امرأة سعودية منصب رئيس جامعة تقدم دراساتها لكلا الجنسين. بلغت نسبة السعوديات المتعلمات في 2019، 91%، واحتلت المرأة السعودية المرتبة الأولى عربيا والعاشرة عالميا من ناحية التعليم ضمن عشرين دولة وفقا لتصنيف مؤشر سبيكتور إندكس.

## العمل
يتاح العمل للنساء السعوديات في مجالات عديدة مثل الطب والتعليم والتجارة والبيع في المحلات، وقطاعات النقل والتخزين، وتوصيل الكهرباء والغاز، والمعلومات والاتصالات، والترفيه، والتعدين، والصناعات التحويلية وغيرها، ويحظر عملها في مجالات الأعمال الخطرة أو الصناعات الضارة والأعمال التي تعد ضارة بالصحة أو من شأنها أن تعرض المرأة العاملة لأخطار محددة وفقاً للمادة (149) من نظام العمل. تحتوي رؤية المملكة 2030 على هدف رفع نسبة مشاركة المرأة في سوق العمل إلى 30%.

### العمل السياسي

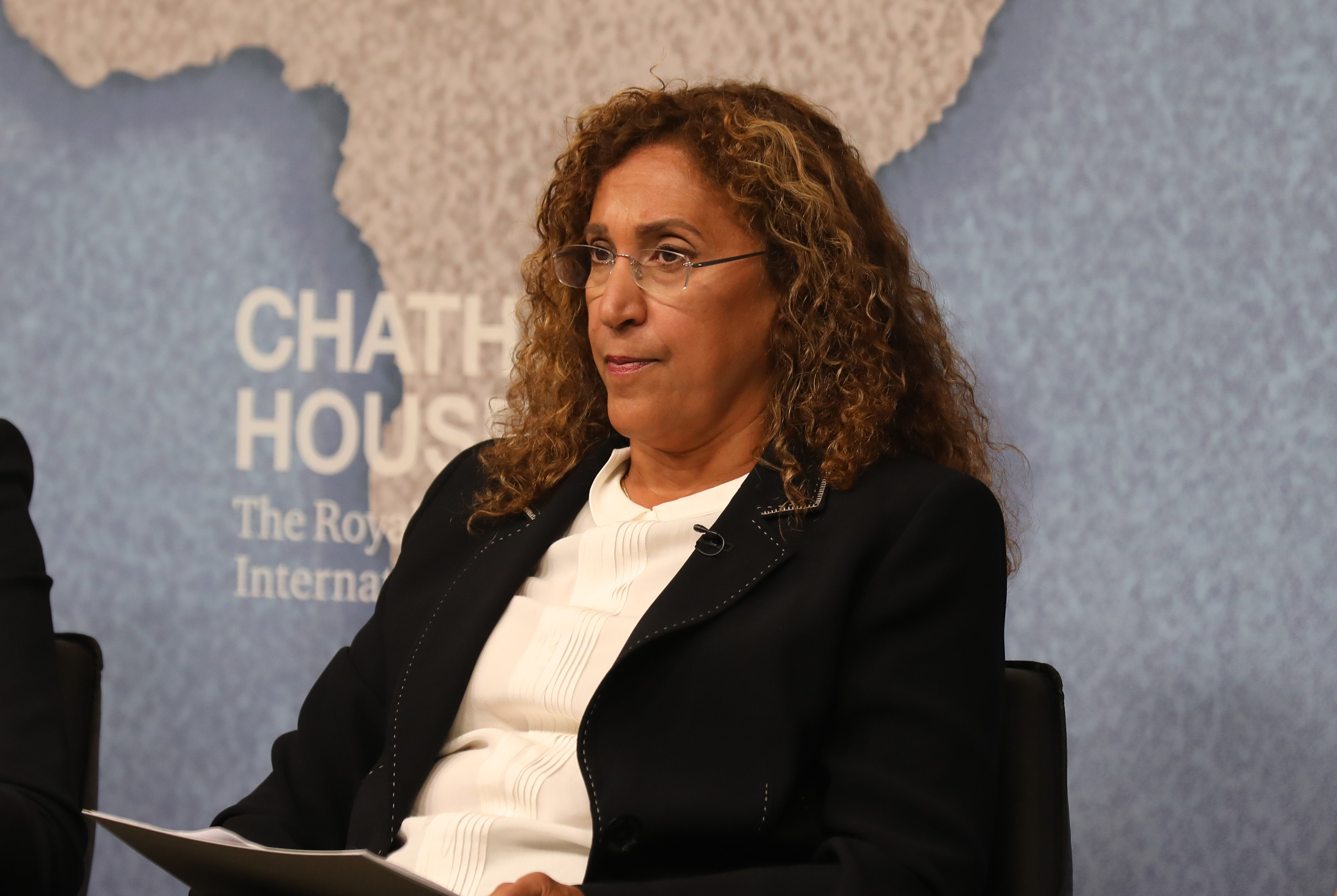
مضاوي آل رشيد معارضة و ناشطة سعودية معروفة

بدأت مشاركات المرأة السعودية في العمل السياسي منذ عهد الملك عبدالله، حيث حصلت على حق التصويت والانتخاب في المجالس البلدية، وحق التعيين في مجلس الشورى، كما وصلت إلى مناصب سياسية عالية مثل منصب نائبة وزير، وسفيرة.

### العمل الاقتصادي
يبلغ مجموع رؤوس الأموال النسائية في المملكة 60 مليار ريال (16 مليار دولار) لعام 2013، ويبلغ إجمالي حجم ما تملكه سيدات الأعمال في المملكة أكثر من 75 مليار ريال في البنوك السعودية، كما تبلغ قيمة الاستثمارات العقارية باسم السعوديات نحو 120 مليار ريال، وهناك 20 ألف شركة ومؤسسة صغيرة ومتوسطة تملكها نساء، ويصل حجم الاستثمارات النسائية السعودية أكثر من %21 من حجم الاستثمار الكلي للقطاع الخاص. وفي عام 2022م بلغت نسبة المشاركة الاقتصادية للإناث السعوديات فوق سن الـ 15 ما يقارب 33.6%من سوق العمل السعودي.

## المظهر
ترتدي النساء في السعودية العباءة غالبا في الحياة العامة التي تتعدد أنواعها وألوانها حسب التأثيرات الدينية والعادات الاجتماعية، ويغطي بعضهن وجوههن، بينما يكتفي البعض بالحجاب دون تغطية الوجه، وبعد انخفاض مستوى تأثير حركة الصحوة المتشددة، بدأت تظهر العباءات ذات الألوان المتعددة، وظهرت مؤخرا بعض الحالات للخروج بدون العباءة  وخصوصا أنها ليست إلزامية في النظام السعودي، الذي يلزم باللباس المحتشم فقط.

## اللغات واللهجات
تتحدث جميع السعوديات اللغة العربية وتتحدث السعوديات اللغة العربية بأكثر من 20 لهجة محلية سعودية مختلفة من لهجات السعودية ، وهناك أقليات لغوية مثل اللغة المهرية وهي لغة سامية قديمة يتحدثها بعض السعوديات الكبار في العمر من قبيلة المهرة في قرى الربع الخالي،  وهناك أيضاً اللغة الخولانية وهي لغة سامية قديمة أخرى يتحدثها بعض السعوديات في مرتفعات فيفاء في منطقة جازان جنوب السعودية.

## التمكين
منذ تولي الملك عبد الله مقاليد الحكم في 2005، شجع الإصلاحات في المؤسسات الدينية، والتعليم، التي تمثل الإسلام المحافظ، كما دفع الملك سلمان بحزمة تغييرات تاريخية منحت للمرأة السعودية حقوقا حُرمت منها طويلا، وتمكينات لم تكن موجودة سابقا

### المجالس البلدية
أُقرت المملكة في عهد الملك عبد الله مشاركة المرأة السعودية في الترشح والانتخاب لعضوية المجالس البلدية في عام 2011، ودخل القرار حيز التنفيذ في عام 2015.

### مجلس الشورى
في 12 ديسمبر 2014م صدر أمر ملكي ينص بأن تكون المرأة عضواً يتمتع بالحقوق الكاملة للعضوية في مجلس الشورى، وأن تشغل نسبة (20%) من مقاعد العضوية كحدٍ أدنى. ويضم المجلس الحالي في عضويته (30) امرأة من أصل 150 عضو هم مجموع أعضاء مجلس الشورى السعودي.

### قيادة السيارة
في 6 محرم 1439 هـ الموافق 26 سبتمبر 2017 أصدر الملك سلمان بيانًا بالسماح للمرأة السعودية بالقيادة وفقا للضوابط الشرعية على أن يكون التنفيذ ابتداءً من يوم 10 شوال 1439 هـ الموافق 24 يونيو 2018 . وفي 21 رمضان 1439هـ الموافق 4 يونيو 2018، تسلمت الفتاة السعودية أحلام آل ثنيان، أول رخصة قيادة لامرأة سعودية، وقامت بنشر الصورة عبر حسابها في "تويتر"، ممتنة للحكومة السعودية على ما تقدمه من دعم متواصل للمرأة.

### حرية السفر
كانت المرأة السعودية لا تستطيع استخراج جواز السفر والسفر دون موافقة ولي أمرها، إلى أن أقر مجلس الوزراء السعودي عدة تعديلات في أنظمة وثائق السفر والأحوال المدينة والعمل والتأمينات الاجتماعية، وتتيح هذه التعديلات للمرأة إصدار وتجديد جواز سفرها دون الحاجة لموافقة ولي الأمر.

### القضاء
فتحت السعودية المجال للمرأة لتعمل في المرافق القضائية منذ عام 2012 عندما قررت وزارة العدل منح رخص المحاماة للنساء في عام 2012  حتى بلغ عدد المحاميات السعوديات في عام 2018، 280 محامية، وفي عام 2019 أعلنت وزارة العدل عن فتح باب توظيف السعوديات في وظيفة كاتبة عدل بعد أن فتحت باب التوظيف لهن كمستشارات وباحثات قانونيات وشرعيات في الوزارة للمرة الأولى.

### الجيش
أعلنت وزارة الدفاع السعودية في أكتوبر 2019 عن فتح باب التقديم على الوظائف العسكرية النسائية برتبة (جندي أول، عريف، وكيل رقيب، رقيب)، في فروع الوزارة من القوات البرية الملكية السعودية، والقوات الجوية الملكية السعودية، والقوات البحرية الملكية السعودية، وقوات الدفاع الجوي الملكي السعودي، والصواريخ الاستراتيجية، والخدمات الطبية للقوات المسلحة. ويعتبر دخول السعوديات لهذه القطاعات حدثا تاريخيا لكونه يحدث لأول مرة.

## الفجوة بين الجنسين
في تقرير المؤشر العالمي للفجوة بين الجنسين 2008 جاءت السعودية في المرتبة 119من أصل 134 بلدا من أجل المساواة بين الجنسين، ولا سيما في الفرص الوظيفية والتعليم والمشاركة السياسية كان البلد الوحيد الذي يسجل صفر في فئة التمكين السياسي ، ومنذ ذلك الحين عملت السعودية على سد الفجوة بين الجنسين، وحققت تحسينات كبيرة مما جعلها أفضل دولة في إجراء التحسينات مقارنة ببدايتها  وفي تقرير سد الفجوة لعام 2014 حققت السعودية تقدما ملحوظا في التمكين السياسي، وسبقت عدة دول عربية في الترتيب. كما حققت تقدما في تقرير الفجوة بين الجنسين 2018 إذ حلّت في الترتيب الـ141 عالمياً، وبنسبة تغيير بلغت 59%.

## الحركة النسوية
ظهرت في السعودية حركة نسوية منذ بدايات التسعينات الميلادية، ساعية في البداية إلى المطالبة بقيادة المرأة للسيارة، وتأرجح حضورها بسبب الصحوة الدينية التي طغت طوال فترة التسعينات، إلا أنها استمرت إلى اليوم، وقادت العديد من المطالبات مثل المطالبة بالقيادة، وحق التصويت، وتأنيث المحلات النسائية، وإسقاط نظام الولاية، وتظهر هذه الحركة بشكل واسع في الفضاءات الإلكترونية.

## الفكر الاجتماعي
تتراوح ظروف ورؤية النساء أو الفتيات اللاتي ولدن أو عشن في المملكة العربية السعودية ومن أجيال مختلفة بخصوص قضايا التعليم ووصاية الرجل وحرية الحركة بما فيها قيادة المركبات والسفر، والفجوة بين الجنسين والحق في التصويت والتمكين السياسي والاستقلالية الاقتصادية بين تدين المجتمع والمرجعية الوهابية للمملكة وبين قرارات العائلة الحاكمة والتعديلات القانونية ووعود الإصلاح وواقع الحداثة. قانونيا، يتم التعريف بحقوق الإنسان في المملكة العربية السعودية -ومن ضمنها حقوق المرأة- وفقاً لتعاليم الدين الإسلامي، والذي يُفسره مناصرو ذلك التعريف بأن التعاليم الدينية أعطت لكل من الجنسين حقوقاُ وواجبات تتناسب مع طبيعته الفسيولوجية والنفسية. بينما يقول آخرون أن ذلك إجازة للتمييز قانونياً ضد النساء.